# Maximinus Thrax római császár
Imperator Caesar Caius Iulius Verus Maximinus Augustus, általánosan elterjedt ragadványnevén Maximinus Thrax császár, némelykor I. Maximinus, született Caius Iulius Maximinus (Moesia vagy Trákia, 173 körül – Aquileia, 238 áprilisa) a Római Birodalom császára volt 235 és 238 között. Születésének időpontját megbízható adatok nem támasztják alá. Apja gót vagy geta földműves, anyja szarmatákkal rokon alán nemzetiségű; a Földközi-tenger vidékéről származott.

## Előélete
Fiatalon a légió katonája lett, ahol nagy erejével és hatalmas termetével hamarosan kitűnt társai közül. A közlegényi sorból gyorsan kiemelkedett, tiszti rangot kapott, centurio lett és 232-ben már az Egyiptomban állomásozó egyik légió parancsnokává nevezték ki, majd Mezopotámia visszafoglalása után a provincia helytartója lett. Septimius Severus uralkodása alatt tagja lett a lovagrendnek, de polgári hivatalt soha nem viselt. 235-ben megbízták a főleg pannóniai újoncokból álló haderő vezetésével, amikor Severus Alexander a Rajna mentén vonta össze csapatait a germánok ellen hadjárat megindítása céljából. A haderő elégedetlensége odáig fajult, hogy megölték a császárt és Iulia Mamaeát.

## Hatalomra jutása
A fellázadt csapatok 235 márciusában Maximinusra ruházták a császári hatalmat, mert katonai érdemeit elismerve megbíztak benne és hadvezetési képességét méltányolták elődje katonai tehetetlenségével szemben. A szenátus eleinte vonakodott, mert előzetesen nem kérték ki véleményüket és rangon alulinak tartották, de végül megerősítették császárrá választását. Közvetlen hatalomra jutásakor két lázongással kellett leszámolnia. Amíg a Rajnán túl tartózkodott, a tisztek egy csoportja le akarta bontatni a ponton hidat, hogy Maximinus ne tudjon visszatérni a folyón átkelve és egy Magnus nevű szenátort akartak trónra emelni. A megbuktatási terv kiszivárgott és a császár a résztvevőket kivégeztette. Közel azonos időben az Alexander Severus mellett hű maradt a haderő fontos részét képező íjász csapatok a volt császár egyik barátját Quartinust emelték trónra, de a csapatok vezetője Macedo saját életének mentése érdekében a friss jelöltet megölette, de ezzel sem nyert kegyelmet, a császár őt is kivégeztette.

## Uralkodása
A haderőn belüli lázongásokat gyorsan leverve Maximinus megszilárdította hatalmát, de gyanakvóvá és bizalmatlanná vált. Eltávolította a hadseregből a szenátori származású tiszteket és helyükre hivatásos, alatta korábban szolgálatot teljesítő és frissen előléptetett katonákat nevezett ki. A császár legfontosabb feladatának a germánok elleni hadviselést tartotta. A Rajnán átkelve mélyen benyomult Germániába, kirabolta az országot, a falvakat felgyújtatta, a lakosok az erdőkben és mocsarakban kerestek seregei elől menedéket. Baden és Észak-Württemberg határán jelentős csatára került sor ahol a császár személyes példamutatásával állt helyt. A római veszteségek jelentősek voltak, de a germánok döntő vereséget szenvedtek és a béke a határmenti vidéken helyreállt. A császár elfogadta a szenátus által adományozott Germanicus Maximus címet, fiát pedig Caesárrá neveztette ki és Princeps Iuventutis címmel ruháztatta fel. Ezzel egyidőben a saját és elhunyt, de istenné avatott felesége Caecilia Paulina nevében pénzt bocsátott ki.

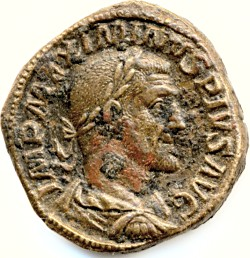
Maximinus pénze

A rajnai határok megerősítését tervezte, de azt a dunai törzsek támadásai miatt kialakult veszélyeztetettség miatt nem tudta megvalósítani. 235-236 telét a katonailag nagy jelentőségű Sirmiumban töltötte, ahonnan az ellenséges törzsek ellen indított sikeres hadjáratot. Ezért a győzelmi sorozatért a szenátus a Sarmaticus Maximus és a Dacicus Maximus kitüntető címet adományozta számára. Főhadiszállásán (Sirmiumban) tartózkodott még 238 tavaszán is, amikor hírt kapott az Africa provincia helytartójának az idősebb, de hasonló nevű fiának támogatását élvező Gordianus Africanus felkeléséről.

## A lázadás és következmény
A császár a lázadás hírére Itália gyors lerohanását határozta el, de már elérve Emona városát, azt kiürítve találta, a készleteket elszállították vagy megsemmisítették, pedig katonái zendülésre és annak leverésével együtt járó zsákmányolásra számítottak. Tovább haladtak és Aquileia előtt erős ellenállásba ütköztek. A megáradt Sontius (Isonzó) folyón pontonhidat létesítettek, de a császár seregei nem tudták elfoglalni a várost. A vereséget tetézte, hogy az élelmiszer-készletek kimerültek, a tisztek nagy szigorúsággal bántak a katonákkal. A fegyelem a hadseregben rendkívüli módon meglazult, a császári csapatok soraiban jelentős lezüllés vált általánossá. A szenátus kihasználva a császár Rómától való távollétét, támogatta a lázadást, és ez a birodalom nagyobbik részén is általános volt. A lázadókat a császárhoz hűséges Capellianus, Numidia provincia helytartója három hét alatt megsemmisítette, az ifjabb Gordianust egy csata során megölték, míg a lázadás vezetője, az idősebb Gordianus öngyilkos lett. A szenátus saját rendjéből Balbinus és Pupienus személyében két új császárt nevezett ki, Maximinus Thrax ellen fordulva. A császári seregben a hangulat tovább romlott, különösen azoknak a légióknak a katonái elégedetlenkedtek, akiknek családjuk és földjeik ellenséges területen voltak. 238. május 10-én az ebéd utáni pihenőjüket töltő császárra és fiára támadtak és meggyilkolták őket. A megölt Maximinus Thrax és fia fejét a szenátushoz küldték Rómába.

## Az utókor értékelése
Az első olyan császár volt, aki közkatonai szolgálatból került a birodalom élére, trónra lépésétől számítják a válság korát a katonai anarchia kezdetét. Uralma kizárólag a katonaságra támaszkodott, annak érdekében teljes terror uralmat alakított ki, ami a birodalom akkori szorongatott helyzetében reális felismerésen alapult. A légiók parancsnokai felhatalmazást kaptak, hogy szükségleteiket akár erőszakot is alkalmazva a városok készleteiből elégítsék ki, ami elsősorban a városi arisztokráciát sújtotta. Ezért az arisztokrata rétegek már uralomra kerülésekor szervezkedni kezdtek ellene.
A birodalom teljes szétesését csak új radikális módszerekkel tudta megakadályozni, amihez a hadsereg támogatására volt szükség. 
Mindent alárendelt a katonai szükségletek kielégítésének, előde könyörületes álláspontját a kereszténységgel szemben is felszámolta.
Héródianosz értékelése szerint: „…testi erejét kegyetlenül arra használta, hogy félelmet keltsen.” Mivel barbár származású volt, brutalitását örökletes tulajdonságának tartották. „Tettei azonban öregbíthették volna hírnevét, ha nem lett volna túlságosan könyörtelen társaihoz és alattvalóihoz.”
Kudarcai ellenére, szigorúságának köszönhetően hozzáértő parancsnok volt, aki jelentős katonai sikereket ért el az alemanok ellen a Rajna mentén valamint a Dácia tartományba betörő szabad dákokat és karpokat is legyőzte.

## Fia és társuralkodója
Fia, Verus Maximus 236-tól apja oldalán caesar volt Caius Iulius Verus Maximus néven.